# Sigrid Melchior
Sigrid Melchior, född 1981, är en svensk journalist.
Melchior arbetar som EU-korrespondent för Dagens Nyheter och är baserad i Bryssel, Belgien sedan 2007.
Melchior har skrivit flera böcker om EU-journalistik, däribland EU-handboken (2020), vilken är ett samarbete mellan tidningen Journalisten och EU-kommissionens svenska representation.
2019 blev hon nominerad till Guldspaden för sin granskning om Europaparlamentarikern Lars Aduktussons abortomröstningar.
Hon ingick tidigare i Investigate Europe, ett europeiskt nätverk för granskande journalistik.